# Jíbaro

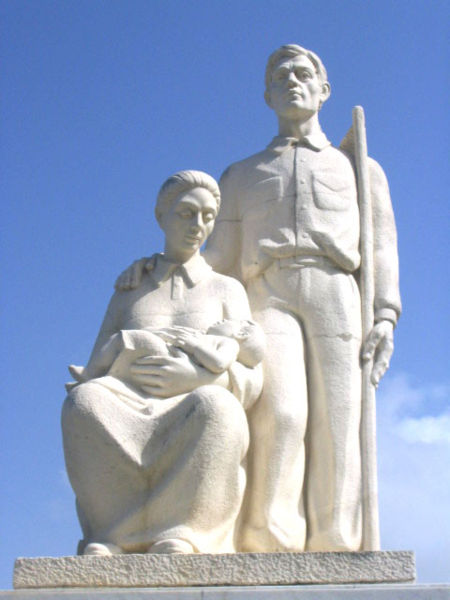
Monumento al Jíbaro Puertorriqueño en Cayey, obra del escultor Tomás Batista

Jíbaro es un término de uso común en Puerto Rico para referirse a los puertorriqueños o boricuas que habitan en la región montañosa en el centro de la isla, cuya cultura y forma de vida aun a la llegada de los militares estadounidenses en 1898, guardaba mucho de la cultura originaria de sus ancestros principales: los procedentes de las Islas Canarias.El término en la actualidad ha adquirido un significado más amplio que abarca la experiencia puertorriqueña en las regiones rurales alrededor de la isla, incluyendo zonas de campo y montaña en la area metropolitana de Puerto Rico. En Cuba se utiliza la palabra "guajiro" con idéntico significado.

## Uso en Puerto Rico
Jíbaro en la cultura de los años '90 era utilizado como un término despectivo de una persona pobre de origen rural que tiene un no tiene conocimiento de cultura y tiene lenguaje muy limitado en cuanto a vocabulario.  
Actualmente, este término se ha ampliado de manera extrema, significando persona que nació en el campo o en la montaña. La persona puede ser denotada jíbaro (jíbara en femenino), si es una persona que trabaja en agricultura o sembrando en campos abiertos o familiares. Actualmente existen muchos pueblos así en Puerto Rico.

## Uso en otros países
En Cuba, jíbaro significa "salvaje" y se utiliza principalmente para acentuar esta característica en un animal, así por ejemplo, los perros y cerdos asilvestrados que habitan en los montes son denominados perros jíbaros y cerdos jíbaros respectivamente, sobreentendiéndose que no tienen ningún tipo de dependencia con los humanos. Igualmente tres poblaciones cubanas llevan por nombre "El Jíbaro", dos ubicadas en la zona oriental y una en la central. 
En Venezuela, se les dice jíbaros a los narcotraficantes, siendo particularmente en Venezuela una denominación para los dealers o vendedores de drogas al detal. Estas últimas definiciones pueden ser adscripciones peyorativas hacia lo que es jíbaro.
En el territorio del actual Ecuador, los Shuar dirigidos por Kirup, expulsaron de sus territorios a los españoles, quienes también les dieron el nombre de jíbaros.